# فروش آرشیو صدا و سیما
فروش آرشیو صدا و سیما به ماجرای فروش بخش زیادی از آرشیو صدا و سیما به شبکه من و تو اشاره دارد.

## شرح
پس از انتشار نامه امیر تاجیک، مدیرکل شبکه مستند تلویزیون دولتی ایران در پاسخ به انتقادات عزت‌الله ضرغامی از حذف برخی شبکه‌های راه‌اندازی شده در زمان او و بازتاب گسترده این نامه در برخی رسانه‌های نزدیک به دولت حسن روحانی، گفته می‌شود که حسین محمدیان مدیرکل پیشین آرشیو سازمان صدا و سیما، بخشی از آرشیو تلویزیون دولتی ایران را به شبکه تلویزیونی «من و تو» فروخته‌است.

## واکنش‌ها
روزنامه شهروند:
«ماجرا تازه نیست اما معمایی است که چند و چون آن اگر هم کشف شد، چندان آشکار نشد و بیشتر به تکه‌کنایه‌هایی شبیه شد که رجال سیاسی هر از چند گاهی روانه هم می‌کنند. در واقع حسام‌الدین آشنا نخستین نفری نبود که پرده از ربودن آرشیو صداوسیما برداشت. او چند روز پیش در توییتی نوشت: این روزها (روزهای سالگرد انقلاب) یادی کنیم از عزتمندانی که آرشیو تلویزیون ملی ایران را با بودجه‌ای درخور ولی حفاظتی اندک دیجیتال کردند، اجنه هم آرشیو آماده را چون ورق زر ربودند و فروختند، نه به من و نه به تو بلکه به از ما برترانی که در تونل زمان اسطوره ساختند از عوامل دردهای بی‌درمان ملت ایران.»